# Bodilus liesenfeldti
Bodilus liesenfeldti är en skalbaggsart som beskrevs av Rudolph Petrovitz 1958. Bodilus liesenfeldti ingår i släktet Bodilus och familjen Aphodiidae. Inga underarter finns listade.